# Жан-Баптіст Муард
Жан-Баптіст Муард (1809—1854) — французький бенедиктинець, засновник релігійних орденів.
Висвячений в 1834 році, був парафіяльний священником у Жу-ла-Вілі, а потім у парафії святого Мартінаперед вступом у монашество.
Він заснував французьку гілку Cassinese Congregation of the Primitive Observance і Товариство Святого Едмунда у 1843 році. Також у 1850 році заснував монастир Sainte Marie de la Pierre-qui-Vire у Морвані.